# Rossmühle Oberbauerschaft
De Rossmühle Oberbauerschaft is een rosmolen in Oberbauerschaft Duitsland. De molen is gebouwd in 1797 en staat in een achthoekig vakwerkgebouw met een spitsvormig rieten dak. Boven de ingang van de rosmolen staat de tekst: 
1655 DEN 15 SEPTEMBER M H B JÜRGEN MEYER TRINE HOL$ M

HABEN WIR ENT FANGEN FAN DEM H J H G B

HEREN VANDE SOEBEN DAG

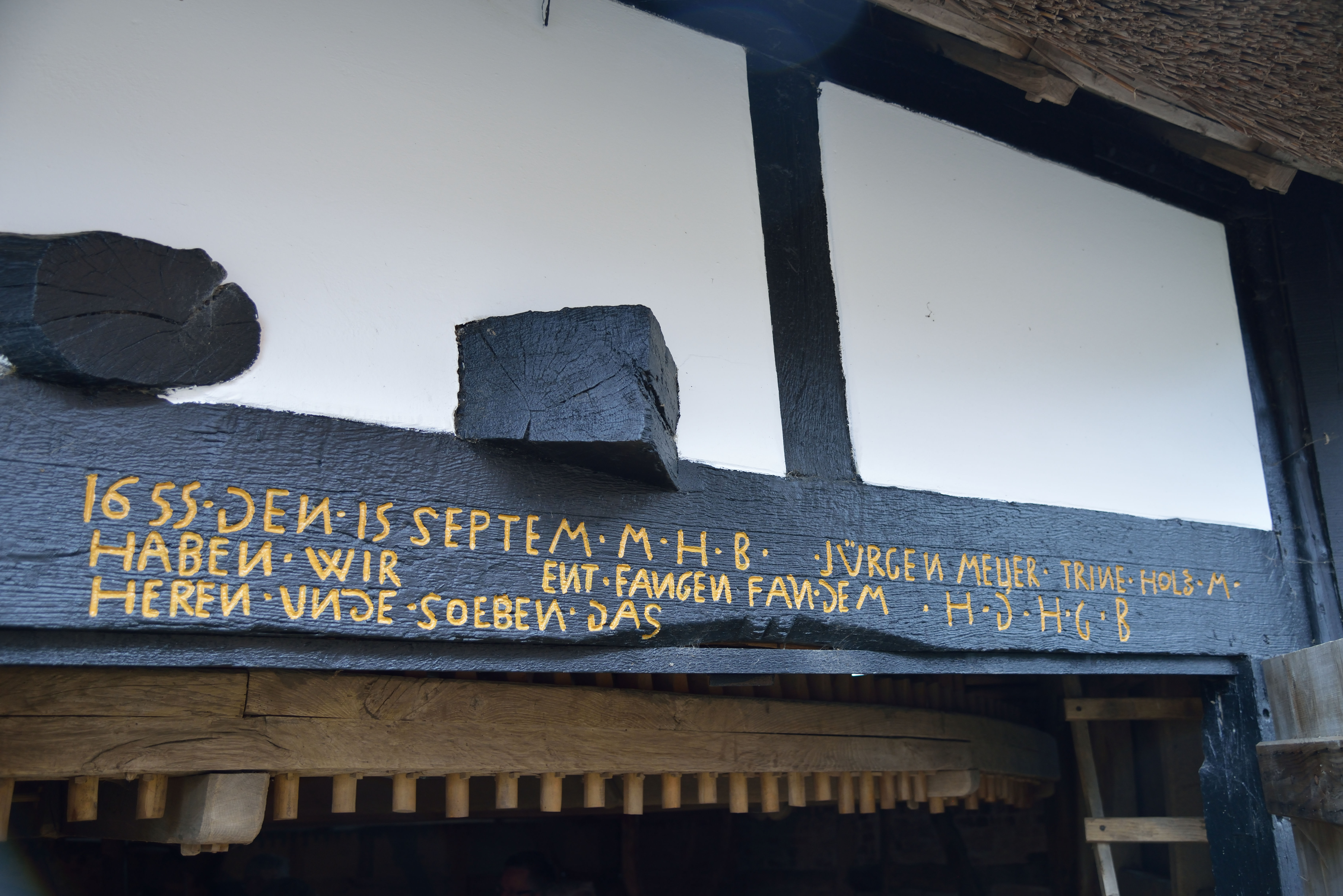
Tekst boven ingang rosmolen

Het drijfwerk bestaat uit een aan zestien schoren hangend kamwiel met een omtrek van ongeveer 34 m. en een doorsnede van 10,20 meter. De rosmolen werd aangedreven door maximaal zes paarden of koeien.
De molen drijft een vlasbeukwerk met drie stampers voor het breken van vlas aan en een in 1810 in een aanbouw staande maalstoel. In een balk van de maalstoel staat de volgende inscriptie:

O HERR HILF O HERR LAS ALLES WOHL GELINGEN DEN 3 JULY ANNO 1810 IST DIESE MUHLE ...ELLEHGET WOHL
Vanaf rond 1900 werd er ook een dorsmachine mee aangedreven.